# Стратмор-Манор (Кентуккі)
Стратмор-Манор (англ. Strathmoor Manor) — місто (англ. city) в США, в окрузі Джефферсон штату Кентуккі. Населення — 351 особа (2020).

## Географія
Стратмор-Манор розташований за координатами 38°13′8″ пн. ш. 85°41′1″ зх. д. / 38.21889° пн. ш. 85.68361° зх. д. (38.219019, -85.683576).  За даними Бюро перепису населення США в 2010 році місто мало площу 0,15 км², уся площа — суходіл.

## Демографія
Згідно з переписом 2010 року, у місті мешкало 337 осіб у 136 домогосподарствах у складі 94 родин. Густота населення становила 2289 осіб/км².  Було 141 помешкання (958/км²).
Расовий склад населення:
| - 95,3 % — білих - 1,8 % — чорних або афроамериканців - 1,2 % — азіатів - 0,3 % — корінних американців |

До двох чи більше рас належало 1,5 %. Частка іспаномовних становила 3,0 % від усіх жителів.
За віковим діапазоном населення розподілялося таким чином: 22,3 % — особи молодші 18 років, 67,0 % — особи у віці 18—64 років, 10,7 % — особи у віці 65 років та старші. Медіана віку мешканця становила 42,4 року. На 100 осіб жіночої статі у місті припадало 106,7 чоловіків;  на 100 жінок у віці від 18 років та старших — 92,6 чоловіків також старших 18 років.
Середній дохід на одне домашнє господарство  становив 134 589 доларів США (медіана — 124 107), а середній дохід на одну сім'ю — 141 333 долари (медіана — 133 750). За межею бідності перебувало 2,2 % осіб, у тому числі 0,0 % дітей у віці до 18 років та 0,0 % осіб у віці 65 років та старших.
Цивільне працевлаштоване населення становило 221 осіб. Основні галузі зайнятості: освіта, охорона здоров'я та соціальна допомога — 29,9 %, науковці, спеціалісти, менеджери — 20,8 %, фінанси, страхування та нерухомість — 13,1 %, виробництво — 8,6 %.